# NetWare Core Protocol
NetWare Core Protocol (NCP) — это сетевой протокол, который используется в некоторых продуктах от Novell, является надстройкой над протоколом IPX или TCP/IP и используется для организации обмена между рабочей станцией и файловым сервером. В основном NCP связан и используется в операционной системе NetWare, но его части были реализованы на другие платформы, такие как Linux, Windows NT и Unix.

## Описание
Протокол используется для доступа к файлам, службе печати, службе каталога, синхронизации часов, обмену сообщениями, удаленного выполнения команд и другим функциям сетевых услуг для организации обмена между рабочей станцией и файловым сервером. Novell eDirectory использует NCP для синхронизации изменений данных между серверами в дереве службы каталогов.

## Принцип работы
Протокол NCP реализован в NetWare 3.х на системном уровне. В NetWare 4.х предлагается API-интерфейс NCP Extension для обращения к протоколу NCP из прикладных программ на рабочих станциях и из разрабатываемых NLM-модулей. Для обмена данными между программами по протоколу NCP используются пакеты IPX с номером сокета 0х0451 и типом пакета 17.
Связь между рабочей станцией и файловым сервером, которые используют API-интерфейс к протоколу NCP, обычно организуется по следующей схеме:
- NLM-модуль регистрирует какую-либо свою функцию как расширение NCP;
- программа на рабочей станции или файловом сервере связывается с NetWare и получает требуемый идентификатор расширения NCP;
- программа на рабочей станции или файловом сервере использует зарегистрированную функцию NLM-модуля как удалённую процедуру, передавая ей исходные данные и получая результаты обработки.

## Серверные реализации
- Novell Open Enterprise Server
- Novell NetWare
- NAS

## Клиентские реализации
- Novell Client для Windows Vista от Novell.
- Novell Client для Windows 2000/XP/2003 от Novell.
- Novell Client для Windows 95/98 от Novell.
- Novell Client для Linux от Novell.
- NetWare Clients для DOS от Novell — больше не поддерживается.
- NetWare Client для Mac OS X от Prosoft Engineering.
- Client Service для NetWare от Microsoft.
- ncpfs Архивная копия от 15 мая 2008 на Wayback Machine, NCP клиент с открытым исходным кодом реализованный для Linux.